# 千年川亀之助
千年川 亀之助（ちとせがわ かめのすけ、1884年1月21日 - 1936年3月4日）は、青森県西津軽郡木造町（現・つがる市）出身で高砂部屋、立田山部屋に所属した力士。本名は小嶋 佐兵衛。6代立田山。170cm、94kg。最高位は東小結。得意技は左四つ、寄り、掬い投げ。

## 経歴
1900年5月場所で初土俵。入門当初は体質が弱く病気勝ちで、当時の高砂親方に出世の見込みが無いと諭されて一旦は帰郷させられたが、力士への思いを断ち難く再び上京し、同郷の立田山部屋に入門した。そのため番付表に自身の名が初めて現れたのは1902年5月場所のときで、その場所は序二段であった。1907年1月場所で十両昇進。1908年1月場所で新入幕、1911年6月場所には小結に昇進した。1912年5月場所3日目の太刀山峯右エ門との一番は、仕切り直しを30回余行い、時間にして1時間20分費やしたが、開始2秒にして二突きであっさり敗北。この日は三皇孫の台覧相撲であった。この場所は優勝旗手を務めている。変わったエピソードに事欠かない人物。そのため「法螺吹き」とも言われた。すでに二枚鑑札となっていたが、1917年1月場所を以て力士を引退し、親方業に専念。しかし1927年5月に廃業し、北海道に転居した。

## 主な成績
- 通算成績：78勝64敗31休27分9預　勝率.549 [1]
- 幕内成績：66勝62敗31休22分9預　勝率.516
- 現役在位：34場所
- 幕内在位：19場所
- 三役在位：2場所（小結2場所）
- 金星：1個（梅ヶ谷（2代）1個）

### 場所別成績
| 1900年 （明治33年） | x                           | （前相撲）                          |
| 1901年 （明治34年） | x                           | x                                   |
| 1902年 （明治35年） | x                           | 東序二段39枚目 –                    |
| 1903年 （明治36年） | 東序二段13枚目 –            | 西三段目47枚目 –                    |
| 1904年 （明治37年） | 西三段目30枚目 –            | 西三段目9枚目 –                     |
| 1905年 （明治38年） | 西幕下48枚目 –              | 西幕下22枚目 –                      |
| 1906年 （明治39年） | 東幕下30枚目 –              | 東幕下13枚目 0–0 1引分 （対十両戦） |
| 1907年 （明治40年） | 東十両9枚目 5–1 3引分       | 東十両筆頭 7–1 2引分                |
| 1908年 （明治41年） | 東前頭5枚目 2–3–1 3引分 1預 | 東前頭4枚目 3–3–2 1引分 1預         |
| 1909年 （明治42年） | 西前頭筆頭 2–5–1 2引分      | 東前頭6枚目 3–5 1引分 1預           |
| 1910年 （明治43年） | 東前頭11枚目 5–1 2引分 2預  | 東前頭3枚目 4–5 1引分               |
| 1911年 （明治44年） | 西前頭4枚目 4–2–1 3引分     | 西小結 4–4 1引分 1預                |
| 1912年 （明治45年） | 西前頭3枚目 3–4 2引分 1預   | 東前頭5枚目 7–2 1預 ★               |
| 1913年 （大正2年） | 東小結 1–1–8                | 西前頭4枚目 0–0–10                  |
| 1914年 （大正3年） | 西前頭12枚目 4–4–1 1引分    | 東前頭10枚目 6–2–1 1引分            |
| 1915年 （大正4年） | 東前頭2枚目 3–3–1 3引分     | 西前頭7枚目 4–5 1引分               |
| 1916年 （大正5年） | 西前頭8枚目 3–6 1預         | 西前頭11枚目 7–3                    |
| 1917年 （大正6年） | 東前頭7枚目 引退 1–4–5      | x                                   |
| 各欄の数字は、「勝ち-負け-休場」を示す。 優勝 引退 休場 十両 幕下 三賞：敢=敢闘賞、殊=殊勲賞、技=技能賞 その他：★=金星 番付階級：幕内 - 十両 - 幕下 - 三段目 - 序二段 - 序ノ口 幕内序列：横綱 - 大関 - 関脇 - 小結 - 前頭（「#数字」は各位内の序列） |                             |                                     |

- 幕下以下の地位は小島貞二コレクションの番付実物画像による。幕下以下の勝敗数等は暫定的に対十両戦の分のみを示す。

## 改名歴
（十両以下は小島貞二コレクションの番付実物画像による）
- 豊川 大太郎 1902年5月場所 - 1903年1月場所
- 豊川 大二郎 1903年5月場所 - 1904年5月場所
- 千年川 大五郎 1905年1月場所 - 1905年5月場所
- 千年川 政吉 1906年1月場所 - 1907年5月場所
- 千年川 佐兵衛（ちとせがわ さへえ）1908年1月場所 - 1908年5月場所
- 千年川 金之助（ちとせがわ きんのすけ）1909年1月場所 - 1911年6月場所
- 千年川 亀之助（ちとせがわ かめのすけ）1912年1月場所 - 1917年1月場所

## 年寄変遷
- 立田山 清太夫（たつたやま - ）1913年1月 - 1927年5月（廃業）